# Instituto Pirenaico de Ecología
El Instituto Pirenaico de Ecología (IPE) nace en 1942 como centro de investigación integrado en el  Consejo Superior de Investigaciones Científicas (CSIC), adscrito al Área de Recursos Naturales. Tiene dos sedes en Aragón, en Jaca y Zaragoza, y es el centro más antiguo de dicha comunidad dentro de esta institución.
Su campo de estudio se centra, fundamentalmente, en los ecosistemas montañosos en España y Europa, incluyen la variabilidad climática, y las actividades humanas que repercuten en la conservación y gestión de dichos ecosistemas.
Su principal sede se ubica en Zaragoza (muy cerca de la Cartuja de Aula Dei) mientras que en la sede de Jaca se encuentra un herbario de flora montañesa aragonesa fundado en 1968 por Pedro Montserrat Recoder, reconocido a nivel europeo.

## Grupos de investigación
Actualmente el Instituto Pirenaico de Ecología está formado por los siguientes grupos de investigación:
- Procesos Geoambientales
  - Paleoambientes Cuaternarios y Cambio Global
  - Hidrología Ambiental e Interacciones Clima y Actividad Humana
- Biodiversidad y Restauración
  - Conservación de Ecosistemas
  - Restauración ecológica